# Pavel Bittner
Pavel Bittner (Olomouc, 29 oktober 2002) is een Tsjechisch wielrenner.

## Carrière
Als junior combineerde Bittner het wegwielrennen met het veldrijden. In het veld behaalde hij meerdere toptiennoteringen in wedstrijden die deel uitmaakten van de TOI TOI Cup en werd hij achtste in de door Witse Meeussen gewonnen wereldbekermanche in Tábor. Op de weg won hij twee etappes in de Saarland Trofeo en werd hij tweemaal op rij nationaal kampioen. Op het Europese kampioenschap op de weg in 2020 was enkel Kasper Andersen sneller.
In 2021 maakte Bittner de overstap naar de beloften en tekende een contract bij de opleidingsploeg van Team DSM. Zijn enige overwinning dat jaar was echter in de kleuren van de Tsjechische nationale selectie: in de Vredeskoers voor beloften won hij de eerste etappe, voor Wessel Krul en Jon Barrenetxea. In zijn tweede seizoen bij de opleidingsploeg werd hij onder meer vijfde in de Ronde van Overijssel en, namens de hoofdmacht van DSM, negende in de Ronde van Keulen. Op het Europese kampioenschap in Anadia werd Bittner achtste in de door Felix Engelhardt gewonnen wegwedstrijd. Een maand later maakte hij de overstap van de belofteploeg naar de World Tourformatie van DSM. In zijn eerste volledige jaar bij de ploeg, 2023, boekte hij geen professionele overwinningen. In 2024 reed hij als voorbereiding op de Ronde van Spanje de Ronde van Burgos. In de eerste etappe, die tevens finishte in Burgos, zegevierde Bittner voor Giacomo Nizzolo en Iván García Cortina. In de vijfde, en laatste, etappe was het wederom raak voor de Tsjech. Hij won zijn tweede massasprint en nam hierdoor de trui van het puntenklassement over van Edoardo Affini.
Bij zijn eerste deelname aan de Ronde van Spanje in 2024 sprintte hij naar zijn eerste etappezege, dit was in de vijfde etappe. In een massasprint versloeg hij, enigszins verrassend, Wout van Aert en Kaden Groves om de zege.

## Overwinningen
2019
3e (deel A) en 4e etappe Saarland Trofeo
 Tsjechisch kampioen op de weg, Junioren
2020
 Tsjechisch kampioen op de weg, Junioren
2021
1e etappe Vredeskoers, Beloften
2023
 Tsjechisch kampioen tijdrijden, Beloften
2024
1e en 5e etappe Ronde van Burgos
Puntenklassement Ronde van Burgos
5e etappe Ronde van Spanje

### Resultaten in voornaamste wedstrijden
| Jaar | Ronde van Italië | Ronde van Frankrijk | Ronde van Spanje |
| ---- | ---------------- | ------------------- | ---------------- |
| 2023 |                  |                     |                  |
| 2024 |                  |                     | 115e (1)         |
| 2025 |                  | 133e                |                  |

| Jaar | Milaan-San Remo | Gent-Wevelgem | Ronde van Vlaanderen | Parijs-Roubaix |
| ---- | --------------- | ------------- | -------------------- | -------------- |
| 2023 | 167e            | opgave        | 82e                  | opgave         |
| 2024 | 82e             |               | opgave               | 29e            |
| 2025 |                 |               |                      | 56e            |

### Resultaten in kleinere rondes
| Jaar | Tour Down Under | Parijs-Nice | Ronde van Catalonië | Ronde van Romandië | Ronde van Zwitserland | Renewi Tour |
| ---- | --------------- | ----------- | ------------------- | ------------------ | --------------------- | ----------- |
| 2023 |                 | 101e        |                     |                    | 109e                  | 115e        |
| 2024 | 92e             |             | opgave              | opgave             | 118e                  |             |
| 2025 |                 |             | 93e                 | 87e                | 108e                  |             |

## Ploegen
- 2021 –  Development Team DSM
- 2022 –  Development Team DSM (tot 31 juli)
- 2022 –  Team DSM (vanaf 1 augustus)
- 2023 –  Team dsm-firmenich[a]
- 2024 –  Team dsm-firmenich PostNL
- 2025 –  Team Picnic PostNL

Arensman · Arndt · Bardet · Bittner (vanaf 1/8) · Bol · Brenner · Combaud · Dainese · Degenkolb · Denz · Donovan · Eekhoff · Hamilton · Heinschke · Hvideberg · A. Kragh Andersen · S. Kragh Andersen · Leknessund · Markl · Mayrhofer · Naberman · Nieuwenhuis · Pedersen · Rodenberg · Stork · Tusveld · van Uden (vanaf 1/8) · Vandenabeele · Vermaerke · Welsford
Andresen · Bardet · Bevin · Bittner · Brenner · Combaud · Dainese · Degenkolb · Dinham · Edmondson · Eekhoff · Hamilton · Heinschke · Hvideberg · Leknessund · Markl · Mayrhofer · Milesi · Naberman · Onley · Poole · Rodenberg · Stork · Tusveld · van Uden · Vandenabeele · Vanhoucke (tot 14/8) · Vermaerke · Welsford
Andresen · Bardet · Barguil · Van den Berg · Bevin · Bittner · Van den Broek · Combaud · Degenkolb · Dinham · Eddy · Edmondson · Eekhoff · Hamilton · Jakobsen · Leemreize · Leijnse · Liepiņš · Märkl · Naberman · Onley · Poole · Roosen · Tusveld · van Uden · Vermaerke · Welten · Koerdt (stagiair)